# Мендес, Марио
Марио Мендес Олаге (исп. Mario Méndez Olague; родился 1 июня 1979 года в Гвадалахаре, Мексика) — мексиканский футболист, правый защитник. Известен по выступлениям за «Атлас» и сборную Мексики. Участник чемпионата мира 2006 года.

## Клубная карьера
Марио воспитанник футбольной академии клуба «Атлас». Он входит в золотое поколение «Атласа», наряду с такими футболистами, как Рафаэль Маркес, Хуан Пабло Родригес, Мигель Сепеда и Даниэль Осорно. Его дебют за основную команду состоялся в 1998 году, после чего он на протяжении 6 сезонов был одним из ключевых футболистов. За «Атлас», он провел более 200 матчей во всех турнирах и забил 11 мячей, а также стал чемпионом Мексики и обладателем Кубка чемпионов КОНКАКАФ В 2004 году Мендес перешёл в «Толуку», за которую выступал до конца 2005 года. Следующем клубом защитника стал «Монтеррей», но из-за большой занятости в матчах национальную команду Мендес провел за новый в составе полосатых всего несколько матчей. Летом того же года он перешёл в «УАНЛ Тигрес», но и там ничем особенным не запомнился. Зимой 2007 года Марио принял предложение аргентинского «Велес Сарсфилд». В переходе защитника большую роль сыграло желание главного тренера «Велеса», Рикардо Лавольпе, видеть Мендеса в составе команды. Поэтому после отставки наставника в середине 2008 года, Марио также вернулся в Мексику в свою бывшую команду «Толуку». 27 июля в матче против «Атланте», Мендес дебютировал за новую команду. 19 февраля 2009 года в поединке против «Гвадалахары», Марио забил свой первый гол за команду. В 2011 году второй раз переходит в «Атлас» на правах аренды, но уже через год отправляется в команду Лиги Ассенсо, «Ирапуато». 14 августа 2011 года в матче против «Селайя», Марио дебютировал в новом клубе.

## Международная карьера
9 января 2000 года в товарищеском матче против сборной Румынии, Марио дебютировал в сборной Мексике, том же поединке он забил свой первый и единственный гол за сборную. В 2003 году Мендес в составе национальной команды выиграл Золотой Кубок КОНКАКАФ. В 2006 году он попал в заявку команды на поездку на Чемпионат мира в Германию. На турнире он провел 3 матча, на групповой стадии против сборных Ирана и Анголы, а также в 1/8 против сборной Аргентины. 
В бытность тренером сборной Уго Санчеса, Мендес не вызывался в национальную команду. В 2008 году он был вызван новым наставником мексиканцев Свеном-Гораном Эрикссоном на товарищеский матч против сборной Чили.

### Голы за сборную Мексики
| #  | Дата               | Место                                    | Противник | Счёт | Результат | Соревнование      |
| -- | ------------------ | ---------------------------------------- | --------- | ---- | --------- | ----------------- |
| 1. | 9 января 2000 года | Эстадио Технолоджико, Монтеррей, Мексика | Румыния   | 2:1  | 3:1       | Товарищеский матч |

## Достижения
Клубные
 «Атлас»
- Чемпионат Мексики по футболу — Апертура 2003
- Лига чемпионов КОНКАКАФ — 2003

Международные
 Мексика
- Золотой кубок КОНКАКАФ — 2003
- Участник чемпионата мира 2006 года

Индивидуальные
- Лучший крайний защитник — Апертура 2005